# Tobol (ort)
Tobol (kazakiska: Tobyl) är en ort i Kazakstan.   Den ligger i oblystet Qostanaj, i den nordvästra delen av landet, 600 km väster om huvudstaden Astana. Tobol ligger 205 meter över havet och antalet invånare är 7 155.
Terrängen runt Tobol är mycket platt. Runt Tobol är det mycket glesbefolkat, med 6 invånare per kvadratkilometer. Närmaste större samhälle är Lisakovka, 17,5 km söder om Tobol. Trakten runt Tobol består i huvudsak av gräsmarker.